# شهرستان سومنر (تنسی)
شهرستان سومنر، تنسی (به انگلیسی: Sumner County, Tennessee) یک سکونتگاه مسکونی در ایالات متحده آمریکا است که در تنسی واقع شده‌است.

## خصوصیات
شهرستان سومنر ۱٬۴۰۶٫۳۷ کیلومترمربع مساحت دارد.